# Kein Blick zurück
Kein Blick zurück (с нем. — «ни взгляда назад») — первый сборник лучших песен немецкой фолк-метал группы In Extremo.

## История создания
Выходом сборника лучших песен группа решила отметить десятилетний юбилей существования. Релиз был задуман в 2006 году после выхода альбома Raue Spree. Название сборника, Kein Blick zurück, можно перевести как «Ни взгляда назад», «Не оглядываясь назад», что символизирует стремление группы идти своим путём, никогда с него не сворачивая, и не оглядываться назад, не тяготиться прошлым. Сама группа признаётся, что не жалеет ни о чём, что случилось за их довольно богатую историю существования, за исключением одного — контракта с фирмой Vielklang, под эгидой которой выходили все первые альбомы группы, и которая, по сути, лишала In Extremo их же заработка, таким образом, «своровав» у группы порядка полумиллиона евро.
Для отбора песни, которые войдут на сборник, было организовано голосование на официальном сайте группы, где каждый поклонник группы мог выбрать любимые композиции. В итоге на альбоме вышло 15 песен, 13 из которых были выбраны по итогом голосования, а ещё 2 представляли собой совершенно новые, ранее не издававшиеся композиции — «Kein Sturm hält uns auf» и «Alte Liebe». При этом многие песни были перезаписаны специально для сборника и изданы в новой версии.
Сборник вышел в декабре 2006 года. Тур в поддержку альбома проходил в 2007 году. Кроме того, альбом вышел в двух версиях — стандартной и делюкс. Второй вариант включал также второй диск, содержавший восемь каверов на разные композиции группы, сделанные дружественными музыкантами. Среди них отметились такие коллективы, как Grave Digger, Blind, Randalica, Ougenweide, Killing Joke, Silbermond, а также известный немецкий пианист Гётц Альсман. Последний, восьмой кавер, сделанный на песню Spielmann, является пиано-версией песни, исполненной Михаэлем Райном, вокалистом группы, а также продюсером Винсентом Зоргом.

## Композиции
| №   | Название                         | Длительность |
| --- | -------------------------------- | ------------ |
| 1.  | «Wind»                           | 4:23         |
| 2.  | «Ai Vis Lo Lop (2006 Version)»   | 3:49         |
| 3.  | «Vollmond (2006 Version)»        | 4:03         |
| 4.  | «Herr Mannelig (2006 Version)»   | 4:46         |
| 5.  | «Kein Sturm hält uns auf»        | 3:15         |
| 6.  | «Pavane (2006 Version)»          | 4:56         |
| 7.  | «Rotes Haar (2006 Version)»      | 4:14         |
| 8.  | «Omnia Sol Temperat»             | 4:12         |
| 9.  | «Küss Mich»                      | 4:10         |
| 10. | «Spielmannsfluch (2006 Version)» | 3:39         |
| 11. | «Alte Liebe»                     | 4:23         |
| 12. | «Hiemali Tempore (2006 Version)» | 4:14         |
| 13. | «Rasend Herz»                    | 4:05         |
| 14. | «Liam»                           | 3:48         |
| 15. | «Erdbeermund»                    | 4:07         |

| №  | Название                                      | Длительность |
| -- | --------------------------------------------- | ------------ |
| 1. | «Ave Maria (Blind)»                           | 3:21         |
| 2. | «Singapur (Götz Alsmann)»                     | 3:55         |
| 3. | «Der Rattenfänger (Grave Digger)»             | 4:14         |
| 4. | «Merseburger Zaubersprüche (Ougenweide)»      | 4:07         |
| 5. | «Nur ihr allein (Randalica)»                  | 4:30         |
| 6. | «Die Gier (Silbermond)»                       | 4:24         |
| 7. | «Rasend Herz (Killing Joke/Paul Raven Remix)» | 5:51         |
| 8. | «Spielmann (Das letzte Einhorn & Vince)»      | 4:06         |

## Состав записи
- Михаэль Райн — вокал, цистра
- Dr. Pymonte — волынка, шалмей, арфа, флейта
- Yellow Pfeiffer — волынка, шалмей, флейта, никельхарпа
- Flex der Biegsame — волынка, шалмей, ирландская волынка, колёсная лира
- Van Lange — гитара
- Kay Lutter — бас-гитара
- Der Morgenstern — ударные